# Красфарма
ПАО «Красфарма» (ранее - Ордена Трудового Красного Знамени и имени 60-летия СССР комбинат «Красноярскмедпрепараты») — советский и российский производитель фармацевтической продукции, расположенный в Красноярске. Единственное фармацевтическое предприятие Красноярского края.

## История
Красноярский комбинат "Красноярскмедпрепараты" входил в число крупнейших производств аналогичного профиля в СССР.
В апреле 1959 года была выпущена первая товарная партия красноярского пенициллина.
В 1961 году Государственная комиссия приняла в постоянную эксплуатацию объекты второй очереди завода, в том числе главный корпус производства стрептомицина с цехами ферментации и химической очистки препарата.
В 1963 году продукция стала экспортироваться во многие страны мира, что позволило всесторонне развить и поддерживать международные связи.
На заводе вводились четыре технологических потока: производство пенициллина (1959 г.), стрептомицина (1960 г.), кровезаменителей на основе декстрана (1966 г.) и инфузионных растворов (1969 г.).
В 1983 году за широкий ассортимент выпускаемой продукции завод получил статус комбината и стал именоваться «комбинат «Красноярскмедпрепараты».
В 1993 году предприятие было акционировано и преобразовано в акционерное общество «Красфарма».
С 1999 года АО выпускает тридцать наименований продукции, в том числе антибиотиков – шесть наименований, кровезаменителей и инфузионных растворов – двадцать четыре наименования.
В 2004 году АО выпускает тридцать четыре наименования лекарственных препаратов, в том числе семнадцать наименований антибактериальных препаратов и семнадцать наименований кровезаменителей и инфузионных растворов.
Комбинат «Красноярскмедпрепараты» имел следующие цеха:
- цех № 1: ферментации пенициллина;
- цех № 2: ферментации стрептомицина;
- цех № 3: фасовки антибиотиков; выпускал также энтеродез;
- цех № 7: производство декстрана;  кровезамещающих и солевых растворов (ацесоль, дисоль,  изотонический раствор, полиглюкин, реополиглюкин, реополиглюкин с глюкозой, реоглюман, раствор Рингера, гемодез);
- цех № 9: инфузионных растворов  (гемодез, квинтасоль, ацесоль, дисоль, изотонический раствор, лактасол, полиоксидин, полиамин, новокаин 0,5-0,25%);
- цех № 14 выпускал спиртовой раствор грамицидина;
- цех мазей выпускал стрептомициновую, стрептоцидовую и грамицидиновую мази.

В сутки красноярский комбинат выпускал более полутора миллионов флаконов пенициллина натриевой соли и чуть меньше стрептомицина сульфата. Виварий комбината для содержания лабораторных животных, необходимых для испытания выпускаемых комбинатом препаратов, был крупнейшим в СССР.
В конце 1990-х годов ферментация пенициллина и стрептомицина на комбинате была прекращена; цеха закрыты, оборудование было выведено из строя и разобрано на металлолом.
В конце 2008 года фармкомпания «Валента» продала 50,3% принадлежавших ей акций ОАО «Красфарма» ООО «Русская компания химического инжиниринга» («РКХИ»). 49% акций завода принадлежали администрации Красноярского края.
В 2009 году на «Красфарме» планировалось остановить производство из-за отсутствия рынков сбыта и сократить 1070 человек работников. Однако, заводу удалось получить  заказ.
Летом 2012 года на «Красфарме» заработал новый участок по производству антибиотиков для инъекций.
Летом 2014 года компания подала заявку на приобретение за 12 млн евро испанского фармацевтического производства Laboratorios Pérez Giménez.

## Собственники
По стоянию на 2014 год ООО «Технология-К» принадлежит 21,9235% акций компании, ООО «Научный Исследовательский Институт Прикладной Биологии» и ООО «Деловая Гильдия» по 25%, ООО «Русская компания химического инжиниринга» - 9,9%. В сентябре 2013 года было объявлено о продаже пакета акций в 5,4441%, принадлежащего государству. При этом доля государства планируется к продаже до 2016 года.

## Финансовые показатели

### 2012-2013[6]
Выручка за 2013 год составила 1,3 млрд рублей, против 1,26 млрд рублей за аналогичный период предыдущего года.
Валовая прибыль составила 593,5 млн рублей (2012 г. – 629,1 млн рублей).
Прибыль от продаж составила 222,0 млн рублей (2012 г. – 212,7 млн рублей). Прибыль до налогообложения -  34,7 млн рублей (2012 г. – 4,6 млн рублей).
Чистая прибыль компании за 2013 г. – 25,4 млн рублей (2012 г. – 10,2 млн рублей).

### 2014[7]
За 1 полугодие  2014 года выручка составила 649,3 млн рублей (по сравнению с 542,5 млн рублей за аналогичный период предыдущего года).
Валовая прибыль составила 207,7 млн рублей (против 207,1 млн рублей за аналогичный период 2013 г.).
Чистая прибыль компании по итогам 1 полугодия 2014 г. составила 11,9 млн рублей (по сравнению с 1,2 млн рублей за аналогичный период предыдущего года).

## Производство
В настоящее время завод выпускает антибиотические препараты (цефтриаксон, цефазолин, цефотаксим, капреомицин, рифампицин, пенициллин) на основе импортных субстанций. Основной доход предприятие получает за счёт фасовки лекарственных препаратов, произведённых в большинстве случаев в Китае.
97 % продукции «Красфармы» реализуются в России и СНГ, свыше 90 % продукции в 2005 году было реализовано в России.
Основные рынки сбыта: Москва и Московская область, Новосибирск и Челябинск. «Красфарма» занимает 2,5 % рынка лекарств в Казахстане.

## Награды
Завод был награждён Орденом Трудового Красного Знамени (1971 г.), в 1982 году заводу присвоено имя 60-летия СССР.